# Hypsicera townesus
Hypsicera townesus là một loài tò vò trong họ Ichneumonidae.